# HTC U11
HTC U11 è uno smartphone di HTC presentato ufficialmente il 16 maggio 2017 e messo in vendita a partire da giugno 2017.
È il nuovo top di gamma di HTC, successore dell'HTC 10.

## Caratteristiche tecniche

### Hardware
HTC U11 ha un design caratterizzato dal vetro posteriore costruito con la procedura "ottica a spettro con deposizione ibrida", mentre anteriormente lo schermo da 5,5" Super-LCD5 Quad-HD 2560x1440 pixel con aspect ratio 16:9 è protetto da un vetro Corning Gorilla Glass 5. Le dimensioni sono di 153.9 x 75.9 x 7.9 millimetri, il peso è di 169 grammi ed il dispositivo è infine certificato IP67.
Il chipset è un Qualcomm Snapdragon 835 con CPU octa-core con 4 core Kyro a 1,9 GHz e 4 core Kyro a 2,45 GHz e GPU Adreno 540 e i tagli di memoria sono due: 4 GB di RAM e 64 GB di memoria interna oppure 6 GB di RAM e 128 GB di memoria interna, che è in entrambi i casi espandibile con microSD fino a 2 TB (usando lo slot della SIM 2 nella versione Dual SIM).
La connettività è 2G GSM, 3G HSDPA, 4G LTE, Wi-Fi 802.11 a/b/g/n/ac con dual-band, Wi-Fi Direct, DLNA e hotspot, Bluetooth 4.2 con A2DP ed LE, GPS con A-GPS, GLONASS e BDS, NFC, USB-C 3.1.
Il dispositivo è dotato di una fotocamera posteriore da 12 megapixel, con tecnologia HTC UltraPixel 3 con pixel di 1,4 micrometri con apertura massima di f/1.7, flash LED dual-tone, HDR, sensore BSI, stabilizzazione ottica dell'immagine OIS, registrazione video 4K@30fps e moviola Full HD@120fps. La fotocamera anteriore è una 16 megapixel con f/2.0 e registrazione video Full HD.
A livello audio può fare registrazioni audio 3D 24-bit ed è dotato di 4 microfoni e degli speaker stereo BoomSound Hi-Fi.
Ha una batteria agli ioni di litio da 3000 mAh non removibile con Qualcomm QuickCharge 3.0 e due modalità di risparmio energetico, una classica ed una estrema.

### Software
HTC U11 è venduto con il sistema operativo Android 7.1 Nougat con l'interfaccia utente HTC Sense ed il servizio HTC Sense Companion, che può dare suggerimenti di vario tipo all'utente in base alle attività quotidiane, preinstallato.

## Varianti

### HTC U11 Life
L'U11 Life è una variante dell'U11 annunciata a novembre 2017 e prodotta da dicembre 2017, con uno schermo con diagonale ridotta a 5.2" e risoluzione ridotta al Full HD, processore Qualcomm Snapdragon 630, tagli di memoria da 3 GB di RAM e 32 GB di memoria interna o 4 GB di RAM e 64 GB di memoria interna, in entrambi i casi espandibile con microSD. Le fotocamere sono entrambe da 16 MP, quella posteriore con f/2.0, autofocus, HDR e registrazione video 4K a 30 fps, quella anteriore con video fino al Full HD ed HDR. Ha una batteria agli ioni di litio non removibile da 2600 mAh ed ha Android One aggiornato alla versione 8.0 Oreo.

### HTC U11 Plus

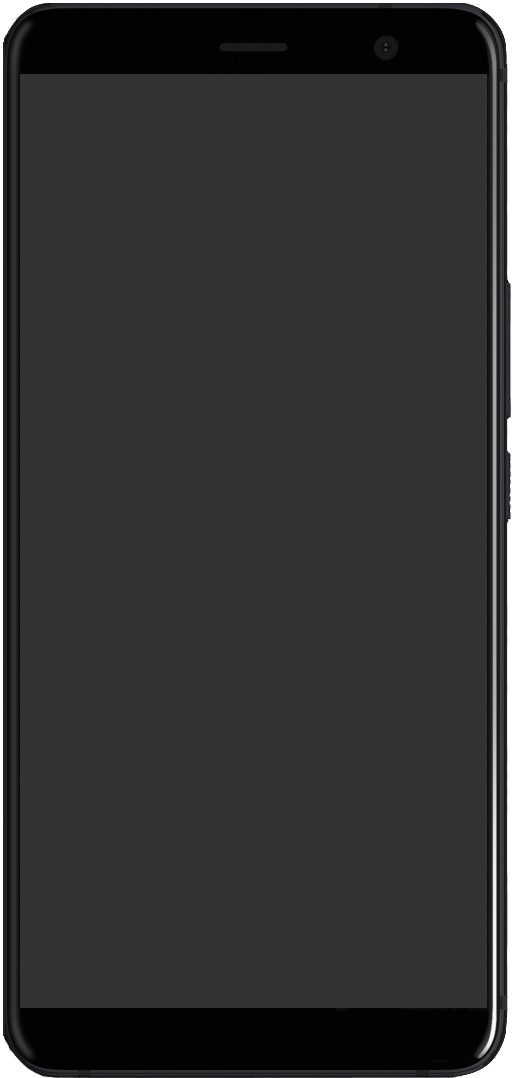
HTC U11 Plus

L'U11 Plus è una variante dell'U11 presente dagli ultimi mesi del 2017, venduto già con Android 8.0 Oreo, con schermo più grande dell'U11 con diagonale di 6 pollici in formato 18:9 e risoluzione di 1440x2880 pixel, batteria agli ioni di litio non removibile da 3930 mAh, fotocamera anteriore ridotta ad una 8 megapixel, 6 GB di RAM e 128 GB di memoria interna espandibile e tutte le altre specifiche tecniche identiche a quelle dell'U11.
Le consegne di HTC U11+ sono state posticipate a gennaio 2018 per l'Italia.

## Vendite
Il 15 giugno 2017 Chang Chia-lin, presidente della sezione di HTC relativa agli smartphone ed ai dispositivi connessi, ha dichiarato che HTC U11 stava vendendo più dei suoi predecessori HTC One M9 ed HTC 10.